# Flores (canton)
Cet article possède des homonymes et des paronymes, voir Flores.
Flores est un canton (deuxième échelon administratif) costaricien de la province de Heredia au Costa Rica.

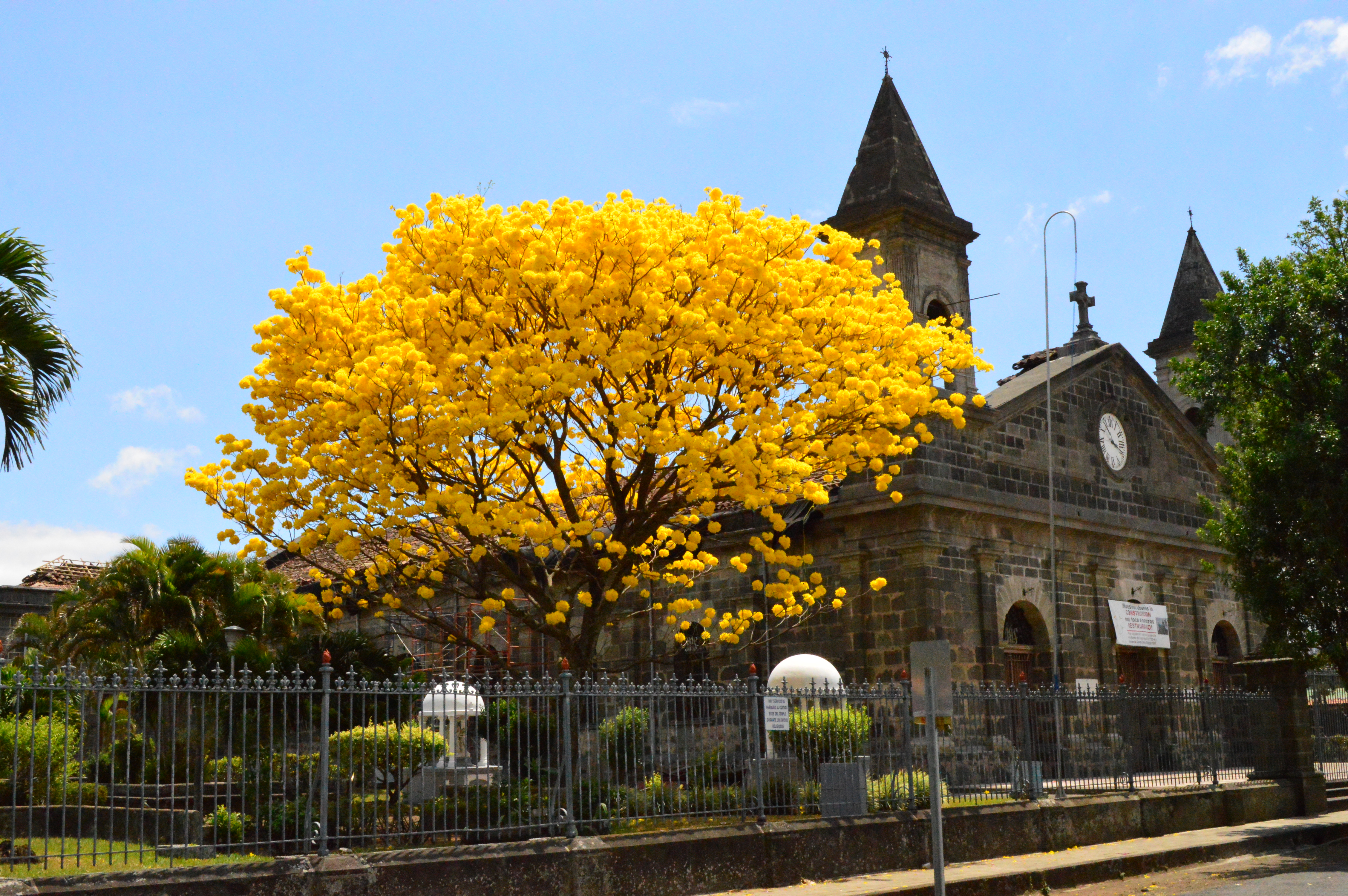
Église de San Joaquín, Flores.